# Музей детских театров
Музей детских театров — бывший музей в Москве, существовавший с 1981 по 2003 год. Экспонаты были связаны с историей российских детских театров. С 2008 года открыт как отдел фондов детских и кукольных театров Государственного центрального театрального музея имени А. А. Бахрушина.

## История
Музей детских театров был открыт в Москве в 1981 году по адресу: улица Советской Армии, дом 12. К началу 2000-х годов в музее насчитывалось свыше 32 тысяч единиц хранения. Экспозиция была связана с именами ведущих российских театральных деятелей, она отражала всё многообразие детских театров в России.
В фондах музея находились произведения театрально-декорационного и декоративно-прикладного искусства, театральные куклы, костюмы, плакаты, афиши. Среди экспонатов выделялись мемориальные вещи и архивы деятелей культуры, связанных с детским театром: Р. Р. Фалька, М. А. Чехова, С. Я. Маршака, Н. И. Сац, С. В. Образцова, В. А. Сперантовой и других. Особую ценность представляла коллекция театральных кукол 1910—1930-х годов, куда входили марионетки, теневые и пальчиковые  куклы московских художников Ефимовых, а также куклы-марионетки петербургского театра под руководством Е. Деммени. Имелись материалы, посвящённые деятельности детских театров в системе ГУЛАГ: эскизы, зарисовки, куклы, письма, мемуары.
В 2003 году Музей детских театров был закрыт, а его экспонаты переданы Государственный центральный театральный музей имени А. А. Бахрушина. В 2008 году на основе материалов Музея детских театров был открыт отдел фондов детских и кукольных театров ГЦТМ им. А. А. Бахрушина. Фонд отдела состоит из пяти коллекций: 1) декорационно-изобразительных материалов; 2) мемориально-вещевой; 3) фото-кино-фонодокументов; 4) письменных источников; 5) афиш и программ.